# Jukong Jukong
Jukong Jukong is een bestuurslaag in het regentschap Sumenep van de provincie Oost-Java, Indonesië. Jukong Jukong telt 1181 inwoners (volkstelling 2010).